# Bellflower (Californie)
Pour les articles homonymes, voir Bellflower.
Bellflower est une ville du comté de Los Angeles, dans l'État de Californie, aux États-Unis. Sa population s’élevait à 76 616 habitants lors du recensement de 2010. Le nom de la ville est dérivé de bell flower apple, en français la belle fleur jaune.

## Démographie
| Groupe            | Bellflower | Californie | États-Unis |
| ----------------- | ---------- | ---------- | ---------- |
| Blancs            | 42,2       | 57,6       | 72,4       |
| Autres            | 25,8       | 17,0       | 6,2        |
| Afro-Américains   | 14,0       | 6,2        | 12,6       |
| Asiatiques        | 11,6       | 13,1       | 4,8        |
| Métis             | 4,7        | 4,9        | 2,9        |
| Amérindiens       | 1,0        | 1,0        | 0,9        |
| Océaniens         | 0,8        | 0,4        | 0,2        |
| Total             | 100        | 100        | 100        |
|                   |            |            |            |
| Latino-Américains | 52,3       | 37,6       | 17,4       |

| 1960   | 1970   | 1980   | 1990   | 2000   | 2010   |
| ------ | ------ | ------ | ------ | ------ | ------ |
| 45 909 | 52 334 | 53 441 | 61 815 | 72 878 | 76 616 |